# Thunderbyte AntiVirus
Thunderbyte AntiVirus (ook bekend als TBAV of gewoon Thunderbyte) was een Nederlands antivirusprogramma dat werd ontwikkeld door Frans Veldman voor het MS-DOS-platform (maar later werd ook Windows ondersteund). Thunderbyte werd geïntroduceerd in 1988. Oorspronkelijk maakte Thunderbyte gebruik van een ISA-kaart. Later werd het programma puur softwarematig. In 1998 werd Thunderbyte overgenomen door Norman ASA die de technologie mengde met hun eigen antivirusprogramma.